# تن سامسون
تن سامسون (به لاتین: Thon-Samson) یک منطقهٔ مسکونی در بلژیک است که در آندن واقع شده‌است.